# FUD
FUD er en forkortelse for det engelske: fear, uncertainty, and doubt, som på dansk betyder: Frygt, usikkerhed og tvivl.
Betegnelsen dækker over en reklame- og kommunikationsstrategi, der hævdes at stamme fra it-mastodonten IBM, der frygtede, at deres kunder ville skifte til Amdahl Corp. I 90'erne og ca. 20 år frem var det især Microsoft, der blev anklaget for at "sprede FUD" om Linux og Open Source i deres markedsføringsstrategi.
At "smide FUD" efter folk i f.eks. diskussionsfora kan betyde, at man forsøger at skræmme dem fra deres originale tanker og få dem over på modpartens domæne. Det være sig i diskussioner om it og måske især politik og religion. I denne sammenhæng er FUD beslægtet med propaganda.
| It | Spire Denne it-artikel er en spire som bør udbygges. Du er velkommen til at hjælpe Wikipedia ved at udvide den. |